# Retrato de Pedro Romero
El Retrato de Pedro Romero es un cuadro de Francisco de Goya pintado entre 1795 y 1798, que representa a su torero preferido.

## Contexto
Este retrato fue pintado en el momento en que una rivalidad feroz oponía al torero de Ronda, al matador sevillano Costillares. La preferencia de Goya era por Romero, sin embargo se le atribuyó mucho tiempo el retrato de Costillares, obra de Francisco Domingo (en el museo Lázaro Galdiano, Madrid). El pintor estaba muy protegido en la corte después de haber pintado un retrato de la condesa-duquesa de Benavente al estilo de los de María Antonieta por madame Vigée Le Brun. 
Sin embargo, Goya como «bribón» como se nombraba a sí mismo, supo escapar de las restricciones cortesanas para tratar igualmente uno de sus temas favoritos: la tauromaquia. Tomó este arte como tema de un cartón para tapiz (La novillada), pero lo trató sobre todo en una de sus series de grabados, La tauromaquia, obra que servirá de referencia a numerosos pintores en obras sobre toreo: Mariano Fortuny y Picasso (con su ilustración de La Tauromaquia).
Su ídolo, Romero, lo era también de los duques de Osuna que lo protegían.

## Descripción
Además de la extrema dignidad que refleja la postura del matador, y la elegancia sobria de su atuendo, este retrato atestigua el respeto que Goya profesaba a su torero preferido. La obra no solo destaca por su belleza, sino según José Somoza, escritor sevillano: «Cada vez que miro el retrato de Pedro Romero que ha pintado Francisco de Goya, yo admiro el ingenio de este artista que ha encontrado el medio en un retrato de medio cuerpo, de caracterizar a este torero célebre y singular. Su rostro, que es muy bien parecido, respira la honradez y la sensibilidad, sin remarcar la más mínima ferocidad desalmada propia de los gladiadores»

## Historia
El cuadro, que era propiedad de la familia Goya de Madrid había desaparecido al hacerse el inventario de los bienes de Javier Goya. En 1812 pasa a propiedad de la viuda Vera (Sevilla), después pasó a manos del periodista, polemista y coleccionista Henri Rochefort (París). Se lo encuentra sucesivamente en las colecciones del infante Sebastián Gabriel de Borbón y Braganza (Pau), Léon Lafitte, heredero del anterior, que lo vendió a Rodolphe Kahn (París), y de este a William Adby (Londres). Después Arthur Sachs (Nueva York) lo adquirió en 1966 para la fundación Kimbell.